# آلدو بانسه
آلدو بانسه (انگلیسی: Aldo Banse؛ زادهٔ ۴ دسامبر ۲۰۰۲) بازیکن فوتبال است.